# Ksenija Makiejewa
Ksenija Władimirowna Makiejewa (ros. Ксения Владимировна Макеева; ur. 19 września 1990 r. w Ufie) – rosyjska piłkarka ręczna, reprezentantka kraju, zawodniczka Rostowa nad Donem, występująca na pozycji obrotowej.
Została odznaczona tytułem Zasłużonego Mistrza Sportu w Federacji Rosyjskiej.
7 lipca 2007 roku wzięła ślub w Wołgogradzie z mężczyzną o imieniu Piotr.

## Sukcesy reprezentacyjne
- Mistrzostwa świata:
  -  2009
- Mistrzostwa Europy:
  -  2018
- Uniwersjada:
  -  2015
- Mistrzostwa świata U-20:
  -  2010
- Mistrzostwa świata U-18:
  -  2008

## Sukcesy klubowe
- Liga Mistrzyń:
  - Półfinał: 2017-2018 (GK Rostow-Don)
- Puchar EHF:
  -  2016-2017 (GK Rostow-Don)
  - Półfinał: 2008-2009 (Dinamo Wołgograd)
- Puchar Zdobywców Pucharów:
  - Półfinał: 2011-2012 (Dinamo Wołgograd)
- Mistrzostwa Rosji:
  -  2008-2009, 2009-2010, 2010-2011, 2011-2012, 2012-2013, 2013-2014 (Dinamo Wołgograd), 2016-2017, 2017-2018 (GK Rostow-Don)
  -  2015-2016 (GK Rostow-Don)
  -  2006-2007, 2007-2008 (Dinamo Wołgograd)
- Puchar Rosji:
  -  2015-2016, 2016-2017, 2017-2018 (GK Rostow-Don)
  -  2008-2009 (Dinamo Wołgograd)
- Superpuchar Rosji:
  -  2015, 2016, 2017, 2018 (GK Rostow-Don)
- Mistrzostwa Rumunii:
  -  2014-2015 (HCM Baia Mare)
- Puchar Rumunii:
  -  2014-2015 (HCM Baia Mare)
- Superpuchar Rumunii:
  -  2014 (HCM Baia Mare)

## Nagrody indywidualne
- Najlepsza obrotowa Mistrzostwa Świata U-20 2010